# Giai đoạn vòng loại và vòng play-off UEFA Champions League 2019–20
Giai đoạn vòng loại và vòng play-off UEFA Champions League 2019-20 bắt đầu vào ngày 25 tháng 6 và kết thúc vào ngày 28 tháng 8 năm 2018.
Tổng cộng có 53 đội cạnh tranh trong hệ thống vòng loại của UEFA Champions League 2019-20, bao gồm giai đoạn vòng loại và vòng play-off, với 43 đội ở Nhóm các đội vô địch giải quốc nội và 10 đội ở Nhóm các đội không vô địch giải quốc nội. 6 đội thắng ở vòng play-off (4 đội từ Nhóm các đội vô địch giải quốc nội, 2 đội từ Nhóm các đội không vô địch giải quốc nội) đi tiếp vào vòng bảng cùng với 26 đội đã lọt vào vòng bảng.
Thời gian theo múi giờ CEST (UTC+2), được liệt kê bởi UEFA (giờ địa phương, nếu khác nhau thì được hiển thị trong dấu ngoặc).

## Các đội bóng

### Nhóm các đội vô địch giải quốc nội
Nhóm các đội vô địch giải quốc nội bao gồm tất cả các đội vô địch các giải vô địch quốc gia mà không được vào thẳng vòng bảng, và bao gồm các vòng đấu sau:
- Vòng sơ loại (4 đội chơi các trận bán kết 1 lượt và trận chung kết): 4 đội tham dự vòng đấu này.
- Vòng loại thứ nhất (32 đội): 31 đội tham dự vòng đấu này, và 1 đội thắng của vòng sơ loại.
- Vòng loại thứ hai (20 đội): 4 đội tham dự vòng đấu này, và 16 đội thắng của vòng loại thứ nhất.
- Vòng loại thứ ba (12 đội): 2 đội tham dự vòng đấu này, và 10 đội thắng của vòng loại thứ hai.
- Vòng play-off (8 đội): 2 đội tham dự vòng đấu này, và 6 đội thắng của vòng loại thứ ba.

Tất cả các đội bị loại từ Nhóm các đội vô địch giải quốc nội tham dự Europa League:
- 3 đội thua của vòng sơ loại và 16 đội thua của vòng loại thứ nhất tham dự vòng loại thứ hai Nhóm các đội vô địch giải quốc nội.
- 10 đội thua của vòng loại thứ hai tham dự vòng loại thứ ba Nhóm các đội vô địch giải quốc nội.
- 6 đội thua của vòng loại thứ ba tham dự vòng play-off Nhóm các đội vô địch giải quốc nội.
- 4 đội thua của vòng play-off tham dự vòng bảng.

Dưới đây là các đội tham dự của Nhóm các đội vô địch giải quốc nội (với hệ số câu lạc bộ UEFA năm 2019 của họ), được xếp nhóm theo vòng đấu họ lọt vào.
| Chú thích màu sắc                                                                       |
| --------------------------------------------------------------------------------------- |
| Đội thắng của vòng play-off đi tiếp vào vòng bảng                                       |
| Đội thua của vòng play-off tham dự vòng bảng Europa League                              |
| Đội thua của vòng loại thứ ba tham dự vòng play-off Europa League                       |
| Đội thua của vòng loại thứ hai tham dự vòng loại thứ ba Europa League                   |
| Đội thua của vòng sơ loại và vòng loại thứ nhất tham dự vòng loại thứ hai Europa League |

| Đội           | Hệ số  |
| ------------- | ------ |
| Young Boys    | 27.500 |
| Slavia Prague | 21.500 |

| Đội  | Hệ số  |
| ---- | ------ |
| Ajax | 70.500 |
| PAOK | 23.500 |

| Đội              | Hệ số  |
| ---------------- | ------ |
| Copenhagen       | 31.000 |
| Dinamo Zagreb    | 29.500 |
| APOEL            | 25.500 |
| Maccabi Tel Aviv | 16.000 |

| Đội                | Hệ số  |
| ------------------ | ------ |
| Celtic             | 31.000 |
| BATE Borisov       | 27.500 |
| Astana             | 27.500 |
| Ludogorets Razgrad | 27.000 |
| Qarabağ            | 22.000 |
| Maribor            | 18.500 |
| Red Star Belgrade  | 16.750 |
| Sheriff Tiraspol   | 12.250 |
| Rosenborg          | 11.500 |
| HJK                | 9.000  |
| Dundalk            | 7.000  |
| F91 Dudelange      | 6.250  |
| Shkëndija          | 6.000  |
| The New Saints     | 6.000  |
| Slovan Bratislava  | 6.000  |
| AIK                | 5.500  |
| Sūduva             | 4.250  |
| Valletta           | 4.250  |
| Sarajevo           | 4.250  |
| Piast Gliwice      | 3.850  |
| CFR Cluj           | 3.500  |
| Ferencváros        | 3.500  |
| Nõmme Kalju        | 3.500  |
| Sutjeska Nikšić    | 3.000  |
| Partizani          | 3.000  |
| Valur              | 2.750  |
| Linfield           | 2.250  |
| HB Tórshavn        | 1.500  |
| Riga               | 1.125  |
| Ararat-Armenia     | 1.050  |
| Saburtalo Tbilisi  | 0.950  |

| Đội              | Hệ số |
| ---------------- | ----- |
| Lincoln Red Imps | 4.250 |
| FC Santa Coloma  | 4.000 |
| Tre Penne        | 0.750 |
| Feronikeli       | 0.500 |

### Nhóm các đội không vô địch giải quốc nội
Nhóm các đội không vô địch giải quốc nội bao gồm tất cả các đội không vô địch các giải vô địch quốc gia mà không được vào thẳng vòng bảng, và bao gồm các vòng đấu sau:
- Vòng loại thứ hai (4 đội): 4 đội tham dự vòng đấu này.
- Vòng loại thứ ba (8 đội): 6 đội tham dự vòng đấu này, và 2 đội thắng của vòng loại thứ hai.
- Vòng play-off (4 đội): 4 đội thắng của vòng loại thứ ba.

Tất cả các đội bị loại ở Nhóm các đội không vô địch giải quốc nội tham dự Europa League:
- 2 đội thua của vòng loại thứ hai tham dự vòng loại thứ ba Nhóm chính.
- 4 đội thua của vòng loại thứ ba và 2 đội thua của vòng play-off tham dự vòng bảng.

Dưới đây là các đội tham dự của Nhóm các đội không vô địch giải quốc nội (với hệ số câu lạc bộ UEFA năm 2019 của họ), được xếp nhóm theo vòng đấu họ lọt vào
| Chú thích màu sắc                                                              |
| ------------------------------------------------------------------------------ |
| Đội thắng của vòng play-off đi tiếp vào vòng bảng                              |
| Đội thua của vòng play-off và vòng loại thứ ba tham dự vòng bảng Europa League |
| Đội thua của vòng loại thứ hai tham dự vòng loại thứ ba Europa League          |

| Đội                 | Hệ số  |
| ------------------- | ------ |
| Porto               | 93.000 |
| Dynamo Kyiv         | 65.000 |
| Club Brugge         | 39.500 |
| Krasnodar           | 34.500 |
| İstanbul Başakşehir | 10.500 |
| LASK Linz           | 6.250  |

| Đội            | Hệ số  |
| -------------- | ------ |
| Basel          | 54.500 |
| Olympiacos     | 44.000 |
| PSV Eindhoven  | 37.000 |
| Viktoria Plzeň | 33.000 |

## Thể thức
Mỗi cặp đấu, ngoại trừ vòng sơ loại, được chơi theo thể thức hai lượt, với mỗi đội chơi 1 lượt trên sân nhà. Đội nào có tổng tỉ số cao hơn sau 2 lượt giành quyền vào vòng tiếp theo. Nếu tổng tỉ số sau 2 lượt bằng nhau, luật bàn thắng sân khách được áp dụng, nghĩa là đội ghi nhiều bàn thắng trên sân khách hơn đi tiếp. Nếu số bàn thắng trên sân khách bằng nhau, thì hiệp phụ được diễn ra. Luật bàn thắng sân khách tiếp tục được áp dụng đến khi 2 hiệp phụ kết thúc, nghĩa là nếu có bàn thắng được ghi trong 2 hiệp phụ và tổng tỉ số vẫn hoà, thì đội đá sân khách được đi tiếp nhờ có số bàn thắng sân khách nhiều hơn. Nếu không có bàn thắng nào được ghi sau 2 hiệp phụ, thì trận đấu sẽ được định đoạt bằng loạt sút luân lưu. Tại vòng sơ loại, vòng đấu mà các trận bán kết một lượt và trận chung kết được tổ chức bởi một trong các đội bóng tham dự vòng đấu này, nếu tỉ số hoà sau 90 phút chính thức, 2 đội bước vào hiệp phụ, theo sau đó là loạt sút luân lưu nếu tỉ số vẫn hoà.
Ở lễ bốc thăm mỗi vòng, các đội được xếp hạt giống dựa trên hệ số câu lạc bộ UEFA của họ ở đầu mùa giải, với số đội được chia vào nhóm hạt giống và nhóm không hạt giống chứa số lượng bằng nhau. Đội được xếp hạt giống được bốc thăm để đối đầu với đội không được xếp hạt giống, với thứ tự lượt đấu (hoặc đội "chủ nhà" vì lí do hành chính) ở mỗi cặp đấu được xác định bởi lễ bốc thăm. Bởi vì danh tính của đội thắng của vòng trước không được biết tại thời điểm bốc thăm, việc phân nhóm hạt giống được tiến hành với giả định rằng đội có hệ số cao hơn của cặp đấu chưa xác định đi tiếp vào vòng này, nghĩa là nếu đội có hệ số thấp hơn đi tiếp, họ chỉ lấy vị trí hạt giống của đội mà họ đánh bại. Trước lễ bốc thăm, UEFA có thể hình thành "các nhóm" đúng như những nguyên tắc được tạo ra bởi Uỷ ban giải đấu câu lạc bộ, nhưng họ hoàn toàn để thuận tiện cho việc bốc thăm và không giống với bất kỳ nhóm thực sự nào vì mục đích thi đấu. Các đội từ cùng hiệp hội hoặc từ các hiệp hội có mâu thuẫn chính trị theo quyết định của UEFA có thể không được bốc thăm vào cùng cặp đấu. Sau lễ bốc thăm, thứ tự thi đấu của một cặp đấu có thể được đảo ngược bởi UEFA vì mâu thuẫn lịch thi đấu hoặc địa điểm thi đấu.

## Lịch thi đấu
Lịch thi đấu như sau (tất cả các lễ bốc thăm đều được tổ chức tại trụ sở UEFA ở Nyon, Thụy Sĩ).
| Vòng               | Ngày bốc thăm       | Lượt đi                       | Lượt về                         |
| ------------------ | ------------------- | ----------------------------- | ------------------------------- |
| Vòng sơ loại       | 11 tháng 6 năm 2019 | 25 tháng 6 năm 2019 (bán kết) | 28 tháng 6 năm 2019 (chung kết) |
| Vòng loại thứ nhất | 18 tháng 6 năm 2019 | 9–10 tháng 7 năm 2019         | 16–17 tháng 7 năm 2019          |
| Vòng loại thứ hai  | 18 tháng 6 năm 2019 | 23–24 tháng 7 năm 2019        | 30–31 tháng 7 năm 2019          |
| Vòng loại thứ ba   | 22 tháng 7 năm 2019 | 6–7 tháng 8 năm 2019          | 13 tháng 8 năm 2019             |
| Vòng play-off      | 5 tháng 8 năm 2019  | 20–21 tháng 8 năm 2019        | 27–28 tháng 8 năm 2019          |

## Vòng sơ loại
Lễ bốc thăm vòng sơ loại được tổ chức vào ngày 11 tháng 6 năm 2019, lúc 12:00 CEST, để xác định các cặp đấu ở bán kết và đội "chủ nhà" hành chính cho các trận bán kết và chung kết.

### Xếp hạt giống
Tổng cộng có 4 đội tham dự vòng sơ loại. 2 đội được xếp vào nhóm hạt giống và 2 đội được xếp vào nhóm không hạt giống cho lễ bốc thăm các trận bán kết.
| Nhóm hạt giống                       | Nhóm không hạt giống     |
| ------------------------------------ | ------------------------ |
| - Lincoln Red Imps - FC Santa Coloma | - Tre Penne - Feronikeli |

### Nhánh đấu
|  | Bán kết               | Bán kết         |                       |   | Chung kết | Chung kết |
|  |                       |                 |                       |   |           |           |
|  | 25 tháng 6 – Pristina |                 |                       |   |           |           |
|  |                       |                 |                       |   |           |           |
|  | Feronikeli            | 1               |                       |   |           |           |
|  | Feronikeli            | 1               | 28 tháng 6 – Pristina |   |           |           |
|  | Lincoln Red Imps      | 0               |                       |   |           |           |
|  | Lincoln Red Imps      | 0               | Feronikeli            | 2 |           |           |
|  | 25 tháng 6 – Pristina |                 | Feronikeli            | 2 |           |           |
|  |                       | FC Santa Coloma | 1                     |   |           |           |
|  | Tre Penne             | FC Santa Coloma | 1                     | 0 |           |           |
|  | Tre Penne             |                 |                       | 0 |           |           |
|  | FC Santa Coloma       | 1               |                       |   |           |           |
|  | FC Santa Coloma       | 1               |                       |   |           |           |

### Tóm tắt
Các trận bán kết được diễn ra vào ngày 25 tháng 6, và trận chung kết được diễn ra vào ngày 28 tháng 6 năm 2019, tất cả đều được diễn ra tại Sân vận động Fadil Vokrri ở Pristina, Kosovo.
| Đội 1      | Tỉ số | Đội 2            |
| ---------- | ----- | ---------------- |
| Feronikeli | 1–0   | Lincoln Red Imps |
| Tre Penne  | 0–1   | FC Santa Coloma  |

| Đội 1      | Tỉ số | Đội 2           |
| ---------- | ----- | --------------- |
| Feronikeli | 2–1   | FC Santa Coloma |

### Bán kết
| Tre Penne | 0–1      | FC Santa Coloma |
| --------- | -------- | --------------- |
|           | Chi tiết | - Camochu 76'   |

| Feronikeli | 1–0      | Lincoln Red Imps |
| ---------- | -------- | ---------------- |
| - Hoti 3'  | Chi tiết |                  |

### Chung kết
| Feronikeli             | 2–1      | FC Santa Coloma |
| ---------------------- | -------- | --------------- |
| - Zeka 58' - Rexha 87' | Chi tiết | - Sosa 52'      |

## Vòng loại thứ nhất
Lễ bốc thăm vòng loại thứ nhất được tổ chức vào ngày 18 tháng 6 năm 2019, lúc 14:30 CEST.

### Xếp hạt giống
Tổng cộng có 32 đội tham dự vòng loại thứ nhất: 31 đội tham dự vòng đấu này, và đội thắng của vòng sơ loại. Các đội được chia làm ba nhóm: hai nhóm gồm 10 đội mỗi nhóm, trong đó 5 đội được xếp vào nhóm hạt giống và 5 đội được xếp vào nhóm không hạt giống, và một nhóm 12 đội, trong đó 6 đội được xếp vào nhóm hạt giống và 6 đội được xếp vào nhóm không hạt giống.
| Nhóm 1                                                              | Nhóm 1                                                           | Nhóm 2                                                                    | Nhóm 2                                                                  | Nhóm 3                                                                | Nhóm 3                                                                  |
| Nhóm hạt giống                                                      | Nhóm không hạt giống                                             | Nhóm hạt giống                                                            | Nhóm không hạt giống                                                    | Nhóm hạt giống                                                        | Nhóm không hạt giống                                                    |
| ------------------------------------------------------------------- | ---------------------------------------------------------------- | ------------------------------------------------------------------------- | ----------------------------------------------------------------------- | --------------------------------------------------------------------- | ----------------------------------------------------------------------- |
| - Astana - Ludogorets Razgrad - Red Star Belgrade - Shkëndija - AIK | - Sūduva - CFR Cluj - Ferencváros - Nõmme Kalju - Ararat-Armenia | - Celtic - Qarabağ - Sheriff Tiraspol - F91 Dudelange - Slovan Bratislava | - Valletta - Sarajevo - Sutjeska Nikšić - Partizani - Saburtalo Tbilisi | - BATE Borisov - Maribor - Rosenborg - HJK - Dundalk - The New Saints | - Feronikeli[†] - Piast Gliwice - Valur - Linfield - HB Tórshavn - Riga |

Ghi chú
1. † Đội thắng của vòng sơ loại. Đội bóng được thể hiện bằng chữ in nghiêng đánh bại đội bóng có hệ số cao hơn, qua đó chiếm lấy hệ số của đối thủ trong lễ bốc thăm.

### Tóm tắt
Lượt đi được diễn ra vào ngày 9 và 10 tháng 7, và lượt về được diễn ra vào ngày 16 và 17 tháng 7 năm 2019.
| Đội 1             | TTS         | Đội 2              | Lượt đi | Lượt về      |
| ----------------- | ----------- | ------------------ | ------- | ------------ |
| Nõmme Kalju       | 2–2 (a)     | Shkëndija          | 0–1     | 2–1          |
| Sūduva            | 1–2         | Red Star Belgrade  | 0–0     | 1–2          |
| Ararat-Armenia    | 3–4         | AIK                | 2–1     | 1–3          |
| Astana            | 2–3         | CFR Cluj           | 1–0     | 1–3          |
| Ferencváros       | 5–3         | Ludogorets Razgrad | 2–1     | 3–2          |
| Partizani         | 0–2         | Qarabağ            | 0–0     | 0–2          |
| Slovan Bratislava | 2–2 (2–3 p) | Sutjeska Nikšić    | 1–1     | 1–1 (s.h.p.) |
| Sarajevo          | 2–5         | Celtic             | 1–3     | 1–2          |
| Sheriff Tiraspol  | 3–4         | Saburtalo Tbilisi  | 0–3     | 3–1          |
| F91 Dudelange     | 3–3 (a)     | Valletta           | 2–2     | 1–1          |
| Linfield          | 0–6         | Rosenborg          | 0–2     | 0–4          |
| Valur             | 0–5         | Maribor            | 0–3     | 0–2          |
| Dundalk           | 0–0 (5–4 p) | Riga               | 0–0     | 0–0 (s.h.p.) |
| The New Saints    | 3–2         | Feronikeli         | 2–2     | 1–0          |
| HJK               | 5–2         | HB Tórshavn        | 3–0     | 2–2          |
| BATE Borisov      | 3–2         | Piast Gliwice      | 1–1     | 2–1          |

Ghi chú
1. ↑  Sau khi có sai sót không làm đúng quy trình ở lần bốc thăm chính thức, UEFA tiến hành bốc thăm lại để xác định đội nhà cho mỗi lượt trong cặp đấu Ferencváros-Ludogorets Razgrad. Do đó, thứ tự lượt đấu được đảo ngược. Sai sót này không ảnh hưởng đến các cặp đấu khác.[6]
2. ↑  Thứ tự lượt đấu được đảo ngược sau lễ bốc thăm chính thức.
3. ↑  Đội thua được bốc thăm để nhận suất vào thẳng vòng loại thứ ba Europa League.

## Vòng loại thứ hai
Lễ bốc thăm vòng loại thứ hai được tổ chức vào ngày 19 tháng 6 năm 2019, lúc 12:00 CEST.

### Xếp hạt giống
Tổng cộng có 24 đội tham dự vòng loại thứ hai
- Nhóm các đội vô địch giải quốc nội: 4 đội tham dự vòng đấu này, và 16 đội thắng của vòng loại thứ nhất. Các đội được chia làm hai nhóm 10 đội, trong đó 5 đội được xếp vào nhóm hạt giống và 5 đội được xếp vào nhóm không hạt giống.
- Nhóm các đội không vô địch giải quốc nội: 4 đội tham dự vòng đấu này. 2 đội được xếp vào nhóm hạt giống và 2 đội được xếp vào nhóm không hạt giống.

| Nhóm các đội vô địch giải quốc nội                                         | Nhóm các đội vô địch giải quốc nội                                               | Nhóm các đội vô địch giải quốc nội                                      | Nhóm các đội vô địch giải quốc nội                                             | Nhóm các đội không vô địch giải quốc nội | Nhóm các đội không vô địch giải quốc nội |
| Nhóm 1                                                                     | Nhóm 1                                                                           | Nhóm 2                                                                  | Nhóm 2                                                                         | Nhóm các đội không vô địch giải quốc nội | Nhóm các đội không vô địch giải quốc nội |
| Nhóm hạt giống                                                             | Nhóm không hạt giống                                                             | Nhóm hạt giống                                                          | Nhóm không hạt giống                                                           | Nhóm hạt giống                           | Nhóm không hạt giống                     |
| -------------------------------------------------------------------------- | -------------------------------------------------------------------------------- | ----------------------------------------------------------------------- | ------------------------------------------------------------------------------ | ---------------------------------------- | ---------------------------------------- |
| - Copenhagen - BATE Borisov[†] - CFR Cluj[†] - Ferencváros[†] - Qarabağ[†] | - Maccabi Tel Aviv - Rosenborg[†] - Dundalk[†] - Valletta[†] - The New Saints[†] | - Celtic[†] - Dinamo Zagreb - APOEL - Maribor[†] - Red Star Belgrade[†] | - Saburtalo Tbilisi[†] - HJK[†] - Nõmme Kalju[†] - Sutjeska Nikšić[†] - AIK[†] | - Basel - Olympiacos                     | - PSV Eindhoven - Viktoria Plzeň         |

Ghi chú
1. † Đội thắng của vòng loại thứ nhất. Đội bóng được thể hiện bằng chữ in nghiêng đánh bại đội bóng có hệ số cao hơn, qua đó chiếm lấy hệ số của đối thủ trong lễ bốc thăm.

### Tóm tắt
Lượt đi được diễn ra vào ngày 23 và 24 tháng 7, và lượt về được diễn ra vào ngày 30 và 31 tháng 7 năm 2019.
| Đội 1             | TTS     | Đội 2            | Lượt đi | Lượt về      |
| ----------------- | ------- | ---------------- | ------- | ------------ |
| CFR Cluj          | 3–2     | Maccabi Tel Aviv | 1–0     | 2–2          |
| BATE Borisov      | 2–3     | Rosenborg        | 2–1     | 0–2          |
| The New Saints    | 0–3     | Copenhagen       | 0–2     | 0–1          |
| Ferencváros       | 4–2     | Valletta         | 3–1     | 1–1          |
| Dundalk           | 1–4     | Qarabağ          | 1–1     | 0–3          |
| Saburtalo Tbilisi | 0–5     | Dinamo Zagreb    | 0–2     | 0–3          |
| Celtic            | 7–0     | Nõmme Kalju      | 5–0     | 2–0          |
| Red Star Belgrade | 3–2     | HJK              | 2–0     | 1–2          |
| Sutjeska Nikšić   | 0–4     | APOEL            | 0–1     | 0–3          |
| Maribor           | 4–4 (a) | AIK              | 2–1     | 2–3 (s.h.p.) |

| Đội 1          | TTS     | Đội 2      | Lượt đi | Lượt về |
| -------------- | ------- | ---------- | ------- | ------- |
| Viktoria Plzeň | 0–4     | Olympiacos | 0–0     | 0–4     |
| PSV Eindhoven  | 4–4 (a) | Basel      | 3–2     | 1–2     |

## Vòng loại thứ ba
Lễ bốc thăm vòng loại thứ ba được tổ chức vào ngày 22 tháng 7 năm 2019, lúc 12:00 CEST.

### Xếp hạt giống
Tổng cộng có 20 đội tham dự vòng loại thứ ba.
- Nhóm các đội vô địch giải quốc nội: 2 đội tham dự vòng đấu này, và 10 đội thắng của vòng loại thứ hai thuộc Nhóm các đội vô địch giải quốc nội. 6 đội được xếp vào nhóm hạt giống và 6 đội được xếp vào nhóm không hạt giống.
- Nhóm các đội không vô địch giải quốc nội: 6 đội tham dự vòng đấu này, và 2 đội thắng của vòng loại thứ hai thuộc Nhóm các đội không vô địch giải quốc nội. 4 đội được xếp vào nhóm hạt giống và 4 đội được xếp vào nhóm không hạt giống. Các đội đến từ Ukraina và Nga không thể xếp cặp thi đấu với nhau, và nếu có cặp đấu đã được xếp hoặc đã được ấn định để xếp trong cặp đấu cuối, đội thứ hai được bốc thăm trong cặp đấu hiện tại được chuyển qua cặp đấu tiếp theo.

| Nhóm các đội vô địch giải quốc nội                                              | Nhóm các đội vô địch giải quốc nội                                                     | Nhóm các đội không vô địch giải quốc nội         | Nhóm các đội không vô địch giải quốc nội               |
| Nhóm hạt giống                                                                  | Nhóm không hạt giống                                                                   | Nhóm hạt giống                                   | Nhóm không hạt giống                                   |
| ------------------------------------------------------------------------------- | -------------------------------------------------------------------------------------- | ------------------------------------------------ | ------------------------------------------------------ |
| - Ajax - Celtic[†] - Copenhagen[†] - Dinamo Zagreb[†] - Rosenborg[†] - APOEL[†] | - PAOK - Qarabağ[†] - Maribor[†] - Red Star Belgrade[†] - CFR Cluj[†] - Ferencváros[†] | - Porto - Dynamo Kyiv - Basel[†] - Olympiacos[†] | - Club Brugge - Krasnodar - İstanbul Başakşehir - LASK |

Ghi chú
1. † Đội thắng của vòng loại thứ hai. Đội bóng được thể hiện bằng chữ in nghiêng đánh bại đội bóng có hệ số cao hơn, qua đó chiếm lấy hệ số của đối thủ trong lễ bốc thăm.

### Tóm tắt
Lượt đi được diễn ra vào ngày 6 và 7 tháng 8, và lượt về được diễn ra vào ngày 13 tháng 8 năm 2019.
| Đội 1             | TTS         | Đội 2       | Lượt đi | Lượt về      |
| ----------------- | ----------- | ----------- | ------- | ------------ |
| CFR Cluj          | 5–4         | Celtic      | 1–1     | 4–3          |
| APOEL             | 3–2         | Qarabağ     | 1–2     | 2–0          |
| PAOK              | 4–5         | Ajax        | 2–2     | 2–3          |
| Dinamo Zagreb     | 5–1         | Ferencváros | 1–1     | 4–0          |
| Red Star Belgrade | 2–2 (7–6 p) | Copenhagen  | 1–1     | 1–1 (s.h.p.) |
| Maribor           | 2–6         | Rosenborg   | 1–3     | 1–3          |

| Đội 1               | TTS     | Đội 2       | Lượt đi | Lượt về |
| ------------------- | ------- | ----------- | ------- | ------- |
| İstanbul Başakşehir | 0–3     | Olympiacos  | 0–1     | 0–2     |
| Krasnodar           | 3–3 (a) | Porto       | 0–1     | 3–2     |
| Club Brugge         | 4–3     | Dynamo Kyiv | 1–0     | 3–3     |
| Basel               | 2–5     | LASK        | 1–2     | 1–3     |

## Vòng play-off
Lễ bốc thăm vòng play-off được tổ chức vào ngày 5 tháng 8 năm 2019, lúc 12:00 CEST.

### Xếp hạt giống
Tổng cộng có 12 đội tham dự vòng play-off.
- Nhóm các đội vô địch giải quốc nội: 2 đội tham dự vòng đấu này, và 6 đội thắng của vòng loại thứ ba thuộc Nhóm các đội vô địch giải quốc nội. 4 đội được xếp vào nhóm hạt giống và 4 đội được xếp vào nhóm không hạt giống.
- Nhóm các đội không vô địch giải quốc nội: 4 đội thắng vòng loại thứ ba thuộc Nhóm các đội không vô địch giải quốc nội. 2 đội được xếp vào nhóm hạt giống và 2 đội được xếp vào nhóm không hạt giống.

| Nhóm các đội vô địch giải quốc nội                                | Nhóm các đội vô địch giải quốc nội                     | Nhóm các đội không vô địch giải quốc nội | Nhóm các đội không vô địch giải quốc nội |
| Nhóm hạt giống                                                    | Nhóm không hạt giống                                   | Nhóm hạt giống                           | Nhóm không hạt giống                     |
| ----------------------------------------------------------------- | ------------------------------------------------------ | ---------------------------------------- | ---------------------------------------- |
| - Ajax[†] - CFR Cluj[†] - Red Star Belgrade[†] - Dinamo Zagreb[†] | - Young Boys - APOEL[†] - Slavia Prague - Rosenborg[†] | - Krasnodar[†] - Club Brugge[†]          | - LASK[†] - Olympiacos[†]                |

Ghi chú
1. † Đội thắng của vòng loại thứ ba. Đội bóng được thể hiện bằng chữ in nghiêng đánh bại đội bóng có hệ số cao hơn, qua đó chiếm lấy hệ số của đối thủ trong lễ bốc thăm.

### Tóm tắt
Lượt đi được diễn ra vào ngày 20 và 21 tháng 8, và lượt về được diễn ra vào ngày 27 và 28 tháng 8 năm 2019.
| Đội 1         | TTS     | Đội 2             | Lượt đi | Lượt về |
| ------------- | ------- | ----------------- | ------- | ------- |
| Dinamo Zagreb | 3–1     | Rosenborg         | 2–0     | 1–1     |
| CFR Cluj      | 0–2     | Slavia Prague     | 0–1     | 0–1     |
| Young Boys    | 3–3 (a) | Red Star Belgrade | 2–2     | 1–1     |
| APOEL         | 0–2     | Ajax              | 0–0     | 0–2     |

| Đội 1      | TTS | Đội 2       | Lượt đi | Lượt về |
| ---------- | --- | ----------- | ------- | ------- |
| LASK       | 1–3 | Club Brugge | 0–1     | 1–2     |
| Olympiacos | 6–1 | Krasnodar   | 4–0     | 2–1     |